# OGame
OGame ist ein Browserspiel der Gameforge AG, in dem der Spieler im Weltraum friedlich und/oder kriegerisch ein Imperium aufbaut.
Entwickelt wurde OGame von Alexander Rösner, vielen OGamern auch nur unter seinem Nickname Legor bekannt. Der Name OGame – zusammengesetzt aus den Wörtern Online und Game – war anfangs nur als Arbeitstitel des Spieles gedacht. Durch das schnelle Bekanntwerden des Spieles blieb der Name jedoch bis heute bestehen. Die Gameforge AG aus Karlsruhe betreibt und internationalisiert das Spiel. Ein Entwickler-Team entwickelt OGame stetig weiter.

## Inhalt
Der Spieler übernimmt die Rolle eines Herrschers über anfangs einen Planeten und baut eine wirtschaftliche und militärische Infrastruktur auf. An die drei dafür benötigten Rohstoffe Metall, Kristall und Deuterium gelangt man durch Minenausbau, Handel, Expeditionen zu unbekannten Planeten und/oder Überfälle („Raids“) auf andere Planeten von Spielern. Die militärischen Einheiten folgen hierbei zu einem gewissen Grad dem Schere-Stein-Papier-Prinzip. Durch Forschung kann ein Spieler neue Planeten kolonisieren und Zugang zu neuen Technologien, Gebäuden und besseren Waffensystemen erhalten.
In OGame gibt es keine Spielrunden – ein Universum hat also kein zeitliches Ende, und es wird auch kein Ziel vorgegeben. Allerdings erhält man für verbaute oder erforschte Rohstoffe Punkte, wodurch man in einer Rangliste aufsteigt, während für verlorene Schiffe und Verteidigungseinheiten Punkte abgezogen werden. In der Regel wählen sich Spieler daher das Ziel, in der Rangliste möglichst weit nach oben zu klettern.
Wie die meisten Browsergames läuft das Spiel rund um die Uhr in Echtzeit, das eigene Imperium ist somit bei Spielerabwesenheit ungeschützt. Dies stellt auch den entscheidenden Faktor bei der Entwicklung suchtartiger Verhaltensweisen dar, wie sie bei solchen Spielen durchaus auftreten können.
Bei längerer Abwesenheit gibt es die Möglichkeit, den sogenannten „Urlaubsmodus“ zu aktivieren. In diesem kann der Spieler von anderen nicht angegriffen werden, produziert aber auch keine Ressourcen und kann keine Flottenaktionen durchführen.
Die Komplexität des Spieles entwickelt sich mit zunehmender Verfügbarkeit von Gebäuden und Technologien. Neueinsteigern stehen verschiedene Hilfsangebote zur Verfügung.

### Universen
Die erste Spielwelt („Universum“, kurz „Uni“) wurde am 3. Oktober 2002 eröffnet; jedes Universum ist dabei von den anderen Universen komplett unabhängig. Die deutsche Version beherbergt durchschnittlich jeweils 1515 Spieler. Dadurch ist OGame eines der größten Browsergames Europas. Zeitweise gab es mehr als 2 Millionen Spieler-Accounts in über 700 Universen, wobei zahlreiche Spieler in mehreren davon einen Account haben. OGame ist derzeit in 29 Länderversionen verfügbar, wobei die Länderversion von Großbritannien gleichzeitig die englischsprachige internationale Version darstellt. In dieser gibt es ein Speeduniversum (Uni 35), ehemals PrOGame genannt, mit 5-facher Spielgeschwindigkeit.
Hier eine Übersicht über die Länder, in denen es OGame gibt. In Klammern sind die Endung der URL, sowie die Anzahl der aktiven Universen angegeben:
| Argentinien (.com.ar, 5) | Bosnien (.ba, 18)      | Brasilien (.com.br, 15) | Dänemark (.dk, 15)                | Deutschland (.de, 25) |
| Finnland (.fi, 5)        | Frankreich (.fr, 78)   | Griechenland (.gr, 10)  | Großbritannien (.co.uk, .org, 54) | Italien (.it, 51)     |
| Japan (.jp, 6)           | Kroatien (.com.hr, 3)  | Mexiko (.mx, 4)         | Niederlande (.nl, 21)             | Norwegen, (.no, 2)    |
| Polen (.pl, 78)          | Portugal (.com.pt, 32) | Rumänien (.ro, 10)      | Russland (.ru, 26)                | Schweden (.se, 6)     |
| Slowakei (.sk, 7)        | Slowenien (.si, 2)     | Spanien (.com.es, 71)   | Taiwan (.tw, 16)                  | Tschechien (.cz, 14)  |
| Türkei (.com.tr, 62)     | Ungarn (.hu, 10)       | USA (.us, 13)           | VAE (.ae, 3)                      |                       |

Die Server in China und Südkorea mit jeweils 9 Universen wurden im November 2009 abgeschaltet. Als Gründe dafür wurden länderspezifische, technische Probleme und daraus schlussfolgernd geringes Interesse (insgesamt ca. 6000 und 7000 Spieler) genannt.
Obwohl das deutsche OGame bei Uni 91 bzw. Mizar angelangt ist, gibt es nur 84 aktive Universen, da Uni 24 fehlt und die Universen 32, 35, 36, 37 und 38 im Zuge der Universumsfusion geschlossen wurden. Uni 24 war ein zeitlich begrenztes, kostenpflichtiges „Speed-Universum“, in dem Bau-, Flug-, Forschungs- und Produktionszeiten auf ein Fünftel der Originalzeit verkürzt waren. Das Universum „Electra“ läuft mit vierfacher Geschwindigkeit und ähnelt damit Universum 24. Uni 6 war seit Eröffnung als Testuniversum des Entwicklerteams vorgesehen, wurde jedoch im Dezember 2008 als Betauniversum für das Redesign wieder zum Spielen freigegeben. Jupiter, eines der meistbesuchten Universen, ist das erste Sonderuniversum, bei dem die Community Besonderheiten mitentscheiden konnte.
Zur Teilnahme an den entsprechenden Länderversionen OGames wird die Beherrschung der entsprechenden Spielsprache vorausgesetzt. Für Länderversionen, in denen zu wenige Spieler erwartet werden, ist auch Englisch als Umgangssprache erlaubt.
Im November 2010 wurde im offiziellen Forum von OGame die sogenannte „Universumsfusion“ angekündigt. Die Universumsfusion, kurz Unifusion genannt, soll durch Zusammenlegung mehrerer Universen den sinkenden Spielerzahlen in den Universen entgegenwirken.
Die „Exodus“- und „Zieluniversen“ werden bei der Unifusion von den Entwicklern festgelegt. Spieler aus den Exodusuniversen haben die Möglichkeit, ein Zieluniversum auszuwählen. Nach einigen Wochen sollen dann alle Exodusuniversen geschlossen werden. Spieler, die kein Zieluniversum ausgewählt haben, werden dann gelöscht.
Nach einem Test an einem Prototyp im Frühjahr 2011 und der Beseitigung mehrerer Bugs, wurde die erste Fusionsphase mit der Zusammenlegung der Universen 32, 35, 36, 37 und 38 in die Universen 30, 31 und 33 im Juli/August 2011 durchgeführt.

### Offiziere und Bezahlsystem
Seit Februar 2007 ist es möglich, kostenpflichtige Erweiterungen, sogenannte Offiziere, zu aktivieren, die Produktionsboni oder andere Vorteile freischalten. Darunter befindet sich auch der Commander, der Bedienkomfort-Vorteile bietet.
Am 19. September 2007 wurden ein neues Zahlungssystem in OGame und die Spielwährung Dunkle Materie eingeführt. Dunkle Materie kann man kaufen, lagern und sie gegen Ingame-Features wie die Offiziere oder Minen-Booster eintauschen. Außerdem kann man damit einen Händler herbeirufen, der Rohstoffe tauscht.
Man kann die Dunkle Materie auch auf „Expeditionen“ finden, die Ausbeute dabei ist jedoch eher gering. Deshalb dauert es vergleichsweise lange, allein mit „Expeditionen“ genug Dunkle Materie für das Kaufen von Offizieren oder ähnlichen Ingame-Erweiterungen zu erhalten.
Ende August 2010 wurden mit der Einführung eines Updates sowohl die Preise für einige Offiziere erhöht, als auch eine Neuerung eingeführt, mit der man für Dunkle Materie (für etwa 12,50 €) einen der Planeten mit allen Einrichtungen und Mond auf einen freien Platz im Universum verschieben kann.

### Redesign
Das Redesign, meist abgekürzt mit „RD“, ist eine komplette Neu- und Umgestaltung von OGame. Die gesamte Oberfläche wurde verändert, zusätzlich wurde der gesamte Quelltext überarbeitet und die Programmierung auf Ajax umgestellt. Somit wurden viele alte Bugs beseitigt. Zudem ist der Code dadurch deutlich übersichtlicher geworden und Erweiterungen lassen sich einfacher einfügen. Das Spielverhalten wurde nur in wenigen Punkten verändert.
Von den Entwicklern wurde im August 2007 erstmals eine große Neuerung angekündigt. Infolgedessen war in der Community von dem „Großen Neuen“, kurz GN, die Rede.
Ab Oktober 2008 wurden ein Werbevideo und erste Screenshots des Redesigns veröffentlicht. Am 4. Dezember 2008 wurden zwei Betauniversen mit Redesign eröffnet.
Da in dem neuen Code Bugs enthalten waren, wurden bis zum 15. Juli 2009 mehrere Updates eingespielt.
Am 4. August 2009 folgte das Release der OGame Version 1.0 und der Start des Universums „Andromeda“. Dies war das erste Universum, welches einen Namen als Bezeichner trägt. Alle daraufhin eröffneten Universen haben das Redesign. Sämtliche alte Universen, ausgenommen Universum 20, haben Ende Mai 2010 die neue Oberfläche bekommen. Die Änderungen im Spielverhalten wurden letztendlich am 23. September 2010 übernommen.

### Community
OGame verfügt über eine große und aktive Community. Neben dem Hauptforum existieren Allianzforen und Allianzbereiche.
Das Spiel hat sein eigenes IRC-Netzwerk, das OnlineGamesNet, welches unter irc.onlinegamesnet.net zu erreichen ist. Seit dem 26. März 2010 ist dies auch über IPv6 zu erreichen. Im OnlineGamesNet gibt es mittlerweile über 3000 eigene Allianzchannels.
Seit Ende 2005 gibt es mit OWiki ein Wiki-Projekt zu OGame. Es hat zum Ziel, eine umfassende Hilfe zu OGame zu bieten und ein Nachschlagewerk für Projekte und Leute rund um OGame zu sein. Dabei wird im OWiki auf Neutralität in Bezug auf umstrittene Aspekte des Spiels geachtet.
Im Laufe der Zeit wurde eine Vielzahl von externen Tools rund um OGame entwickelt. Dabei entstanden Tools verschiedenster Formen. Beispiele sind Allianz- und Spielerstatistiken, Kampfsimulatoren oder Kampfberichtarchive.

## Rezeption
Die Grundlage für den Erfolg von OGame findet beziehungsweise fand man in den folgenden Punkten:
- Das alte Design war einfach gehalten und erschloss dadurch einen großen potentiellen Userkreis. Die Kurzbeschreibungstexte, die sich unter jedem Gebäude, jedem Schiff und jeder Forschung befanden, klärten sofort über die Eigenschaften und Funktionen auf.
- Das Spiel beginnt psychologisch geschickt mit sehr günstigen Gebäuden, die nur wenige Minuten und wenige Rohstoffe zum Bau brauchen, sodass man gleich zu Beginn schon sichtbare Fortschritte macht, wodurch wiederum die anfängliche Motivation erhalten bleibt und gefördert wird. Später kosten die Ausbaustufen ein Vielfaches der Startgebäude und können Tage bis zur Fertigstellung brauchen.
- Das Echtzeit-Strategiespiel gewährleistet trotz seiner prinzipiellen Einfachheit eine Vielfalt an Strategien, aus denen man wählen kann. So haben sowohl defensive als auch offensive Strategien angemessene Vor- und Nachteile und sind als gleichwertig konzipiert. Es finden sich neben Elementen einer Wirtschaftssimulation auch Aspekte eines Kriegsspieles, und es ist unvermeidbar, grundlegende Fertigkeiten aus beiden Bereichen anzuwenden. Da auch eher wirtschaftlich orientierte Spieler ihre Rohstoffe schützen müssen, sind sie ebenfalls gezwungen, sich mit dem kampfstrategischen Teil auseinandersetzen.
- OGame gehört zu den Spielen, in denen die Runden keine zeitliche Begrenzung haben. Somit wird die Arbeit von Monaten und Jahren nicht irgendwann gelöscht. Die Gebäude und Forschungen sind in ihren Ausbaustufen nur durch ihre steigenden Kosten und Bauzeiten sowie durch die Größe des Planeten beschränkt, prinzipiell kann das Spiel ewig laufen.
- Im Laufe der Zeit wurde die Möglichkeit der Kooperation immer weiter ausgebaut. Neben dem Allianzsystem im Browserspiel gibt es auch das Allianzkampfsystem, das gemeinsame Angriffe und gemeinsame Verteidigung ermöglicht. Insbesondere für schwächere Spieler ist dies eine bedeutsame Verbesserung, da eine gut organisierte Allianz sie vor Angriffen schützen kann und sie selbst zusammen mit anderen überlegene Gegner angreifen können.
- Bei OGame wird Wert auf den Schutz von Anfängern gelegt:
  - Es gibt günstige Verteidigungsanlagen („Def“ abgeleitet von „Defense“), die sich zu bis zu 70 % wieder aufbauen
  - Bei einem Überfall werden normalerweise maximal 50 % der vorhandenen Rohstoffe geraubt (bis zu 100 % bei Spielern, deren Spielverhalten sie im Ehrenpunkte-System zu Banditen macht)
  - Eine übertriebene Zahl von Angriffen auf einen Spieler ist verboten
  - Ausschließlich Schiffe und Verteidigung werden zerstört, Gebäude können nicht beschädigt werden
  - Kolonien können nicht erobert werden
  - Nach dem Start gibt es in den meisten Universen eine punktebasierte Schutzphase, „Noobschutz“ genannt

Seit der Implementierung eines neuen Noobschutzes wurde dieser Schutz erweitert.

### Auszeichnungen
- 2010: Nominierung für den deutschen Entwicklerpreis in der Kategorie Bester Kundensupport[12]
- 2012: Nominierung für den „Best Browser Game of the year – Award“ in der Kategorie Favourite Strategy Game

### Kritik

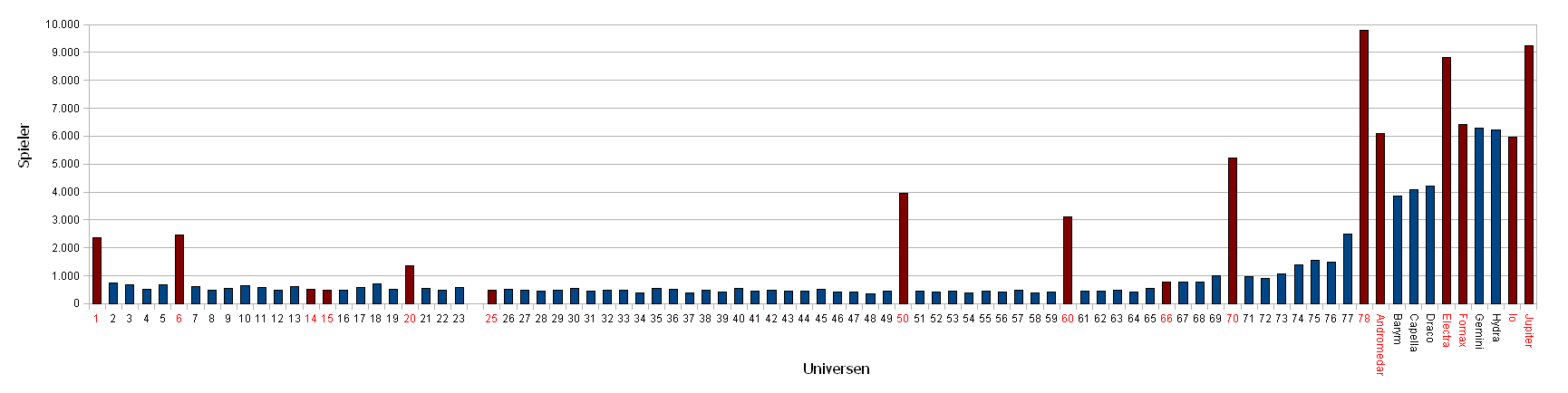
Vergleich der Spielerzahlen der jeweiligen Universen.

- Durch das regelmäßige Eröffnen von neuen Universen kommt es gerade in den älteren Universen zu einem massiven Spielerrückgang. Universen mit stetig steigenden Userzahlen gibt es so gut wie nicht mehr. Wege zur Problemlösung wie die Universumsfusion wurden immer wieder durch die Spielergemeinschaft angesprochen.[13]
- OGame wird fortschreitend kommerzialisiert, dies zeigt sich insbesondere durch die Bezahlabos. Besonders kritisiert wurden die Offiziere.[14][15] Kritikpunkt ist, dass man sich durch die Offiziere einen Vorteil im Spiel erkaufen kann. Beispielsweise bekommt ein Spieler mit Geologe 10 % mehr Rohstoffe. Dies ist vor allem in der Startphase eines Universums von Vorteil. Die Spielgemeinschaft reagierte daraufhin primär im offiziellen Forum mit Protest, um die Einführung zu stoppen. Im Laufe der Entwicklung wurden weitere Bezahlfunktionen eingeführt (etwa „Produktions-Booster“ oder zusätzliche Bebauungsfelder).
- Mithilfe des Dienstleisters Offerpal Media gab es auf OGame.de zeitweise die Möglichkeit, Dunkle Materie zu erhalten, wenn man als Gegenleistung z. B. Software herunterlud, hierbei wurde allerdings Malware auf dem Rechner installiert. Weiterhin konnte man sich Klingeltöne aufs Handy laden, dies war allerdings mit kostenpflichtigen Abonnements verbunden.[16][17]